# Сопрунов, Фёдор Фёдорович
Фёдор Фёдорович Сопрунов (1917—1987) — советский учёный и педагог, паразитолог и биохимик, доктор биологических наук, профессор, действительный член АМН СССР (1986; член-корреспондент с 1982). Директор НИИ медицинской паразитологии и тропической медицины имени Е. И. Марциновского (1978—1987).

## Биография
Родился 25 февраля 1917 года в Ростове-на-Дону.
В 1938 году окончил биохимический, и с 1939 года — медицинский факультеты Парижского университета. С 1941 по 1944 год был участником Великой Отечественной войны в составе медицинских частей в качестве военного врача в воинском звании капитана медицинской службы. В 1946 году окончил Первый Московский медицинский институт и получил советское высшее медицинское образование.
С 1946 по 1959 год на научной и научно-исследовательской работе в Ашхабадском института малярии в должности научного сотрудника, с 1948 по 1959 год —  заведующего отделом биохимии, одновременно с 1953 по 1959 год в качестве научного сотрудника в Лаборатории физиологии жаркого климата Академии наук Туркменской ССР. С 1953 по 1959 год одновременно с научной занимался и педагогической деятельностью в Туркменском государственном медицинском институте в должности — заведующего кафедрой биохимии.
С 1959 по 1987 год на научной работе в НИИ медицинской паразитологии и тропической медицины имени Е. И. Марциновского в должностях: заведующий отделом биохимии возбудителей и переносчиков паразитарных болезней и с 1978 по 1987 год — директор этого научного института.

### Научно-педагогическая деятельность и вклад в науку
Основная научно-педагогическая деятельность Ф. Ф. Сопрунова была связана с вопросами в области паразитологии, тропической медицины и биохимии переносчиков и возбудителей паразитарных болезней. Под его руководством были разработаны и внедрены в практическое действие биохимические методы диагностики гельминтозов, им были изучены энергетический и углеводный обмен у паразитов и механизм воздействия  препаратов против них. Ф. Ф. Сопрунов являлся — членом Координационного комитета по тропическим болезням и подготовке кадров Всемирной организации здравоохранения 
(англ. World Health Organization, WHO), с 1973 года — заместитель председателя Центрального Правления общества «СССР—Дания». Являлся почётным членом ряда зарубежных научных обществ паразитологов и тропической медицине Бельгии и Франции.
В 1956 году защитил докторскую диссертацию, в 1957 году ему было присвоено учёное звание профессор. В 1982 году он был избран член-корреспондентом, а в 1986 году — действительным членом АМН СССР. Под руководством Ф. Ф. Сопрунова было написано около ста научных работ, в том числе семи монографий. Ф. Ф. Сопрунов являлся членом редакционных коллегий научно-медицинских журналов «Медицинская паразитология и паразитарные болезни» (СССР), немецкого — «Angewandte Parasitologie» и голландского — «Molecular and Biochemical Parasitology».
Скончался 19 апреля 1987 года в Москве.

## Звания и премии
- Орден Отечественной войны 2-й степени[4]
- Орден Красной Звезды
- Медаль «За победу над Германией в Великой Отечественной войне 1941—1945 гг.»[5]